# Nathan Alterman
Pour les articles homonymes, voir Alterman.
Nathan Alterman (en hébreu : נתן אלתרמן Natan Alterman) est un homme de lettres israélien du XXe siècle (Varsovie, 14 août 1910 – Tel Aviv, 28 mars 1970). Poète, journaliste, écrivain, traducteur et dramaturge, il exerce une influence prépondérante sur le sionisme socialiste, tant avant qu'après l'établissement de l'État d'Israël.

## Biographie
Nathan Alterman naît à Varsovie, alors située dans la partie occidentale de la Zone de Résidence imposée aux Juifs par les autorités russes. Sa mère, (Belah Leibovitch, sœur du poète Shlomo Zalman Ariel) est dentiste, et son père, l’instituteur et poète Itzhak Alterman, sont activement impliqués dans le projet d’émancipation nationale du peuple juif par le biais de l’éducation. La famille s’établit successivement à Moscou, Kiev et Kichinev où le jeune Nathan, étudiant au gymnasium hébraïque Maguen-David, publie ses premiers poèmes dans les fascicules de son établissement. En 1925, les Alterman émigrent en Palestine mandataire.
Parti étudier à la Sorbonne à l’âge de 19 ans, il décide après un an d’étudier l’agriculture à Nancy et obtient un diplôme d’agronomie. Au cours de ses études à Nancy, il se rapproche des milieux de Bohème, et publie, avec leur influence et l'aide de son père, son premier poème en mars 1931. La ville inondée est publié dans la revue "Ketouvim" éditée par Avraham Shlonsky. 
Il publie ensuite plusieurs poèmes dans les revues "Ketouvim" et "Gazit"
A son retour en Israël en 1932, il travaille à Mikve Israël, mais abandonne assez vite pour se consacrer à la rédaction d'articles pour les journaux "Doar Hayom", "Bamahana", "Bashar" et Haaretz. 
Il publie sous le pseudonyme de N. Azaty.
En 1945 un de ses poèmes témoigne de l’état d’esprit des futurs Israéliens face au conflit qui s’annonce avec les Arabes de Palestine :
Comme toi brave nation anglaise

Qui a tenu bon, dos

Au mur, quand l’Europe et la France

Étaient couvertes de noir

Et qui t’es battue sur les plages, dans les maisons et les rues, 

Nous nous battrons sur les plages, dans les maisons et les rues...
Selon Ilan Pappé, il s’agit d’un signe que les Juifs de Palestine craignaient une nouvelle Shoah, assimilant les Arabes aux nazis ; cette ambiance a facilité le nettoyage ethnique de la Palestine qui eut lieu en 1947-1948.
En 1955, il réagit au premier procès de Rudolf Kastner en publiant une série de poèmes polémiques relevant les erreurs flagrantes dans le verdict prononcé par le juge Benjamin Halevy.

## Œuvres
- 1938 : Stars Outside (poésie)
- 1941 : Joy of the Poor (poésie)
- 1944 : Plague Poems
- 1948 et 1954 : The Seventh Column (deux volumes)
- 1957 : City of the Dove

## Distinctions
- 1946 : prix Tchernichovsky pour sa traduction de la pièce Phèdre de Jean Racine et de Les Joyeuses Commères de Windsor de Shakespeare.
- 1947 : prix Ruppin pour son livre : Joy of the Poor (La Joie du pauvre).
- 1957 : prix Bialik de littérature[3]
- 1967 : prix Tchernichovsky pour ses traductions des pièces de Molière.
- 1968 : prix Israël de littérature[4].
- 2011 : son image est sélectionnée pour être utilisée sur des billets de banque israéliens.